# Robert M. Parker Jr.
Robert M. Parker Jr. (Baltimore, EUA, 23 de julho de 1947) é um crítico de vinhos de renome internacional.

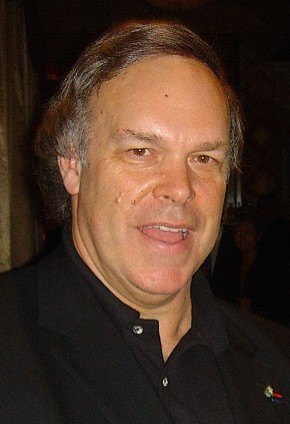
Parker em Las Vegas (2005)

## Biografia
Parker começou a se interessar por vinhos em 1967 durante uma viagem a Alsácia, na França, para visitar a namorada, então estudante da Universidade de Strasbourg, com quem veio a se casar e vive ainda hoje. A partir daí, descobriu que possuía duas apuradas capacidades, a de degustar vinhos com incrível discernimento e a de se lembrar de cada um deles no futuro.
Apesar de seu interesse pela enologia, Parker graduou-se em Direito, História e História Arte, em 1973, pela Universidade de Maryland, e por mais de uma década exerceu a advocacia e prestou consultoria ao Banco de Baltimore. Mas em 1984, abandonou a promissora carreira de advogado para se dedicar exclusivamente a escrever sobre vinho, o que já vinha fazendo como uma atividade paralela. Amigos e familiares insistiram para que Parker não arriscasse seu futuro em uma atividade que lhes parecia romântica e pouco rentável.
Sem ceder aos insistentes pedidos, lançou em 1978 o primeiro número de sua revista especializada em vinhos, The Wine Advocate’ (O Advogado do Vinho), que enviou  gratuitamente a industriais e comerciantes de vinhos. O diferencial da publicação era um novo critério de avaliação e pontuação dos vinhos, de 50 a 100 pontos. Mas até 1978 só havia conseguido cerca de 600 assinantes para a publicação.
Só em 1984, quando a revista passou a atrair o interesse do público, Parker se sentiu seguro para viver exclusivamente dela.
Atualmente, The Wine Advocate, com tiragem bimestral, tem mais de cinquenta mil assinantes espalhados por 38 países e influi decisivamente no  hábito de consulta dos grandes compradores e peritos de vinhos no mundo inteiro. Além de avaliar vinhos na sua própria revista, Parker colabora com outras, como Food and Wine’ e ‘Business Week’. Provando milhares de vinhos por ano, Parker tornou-se uma referência mundial que balança o mercado cada vez que emite sua opinião.[carece de fontes?] Parker faz alarde por degustar cerca de 200 vinhos toda manhã e não precisar mais do que um minuto para avaliar cada um.
Parker é o único escritor e comentarista de vinhos condecorado por governos de países que são grandes produtores de vinhos, França e Itália. Recebeu o prêmio Pulitzer por seus artigos e livros sobre enologia.
Em 2012, associado a investidores asiáticos, Parker mudou-se para Singapura, de onde comanda o império editorial criado por ele. Em 2013, pela primeira vez em sua vida, associou-se diretamente a indústria vinícola, emprestando seu nome para uma seleção de vinhos de Bordeaux que receberam dele a nota máxima. Seiscentas caixas da "Robert Parker Selection 100 Points", reunindo garrafas de vinho da safra de 2009, produzidas por 18 vinícolas de ponta, foram vendidas a dois mil euros cada.
Apesar de seu sucesso, Parker está longe de ser uma unanimidade entre os experts na indústria e no meio editorial do vinho. Alguns o acusam de somente avaliar com notas altas vinhos nos quais têm algum interesse econômico em promover comercialmente. Por conta destas suspeitas, teve de cancelar, em 1990, uma viagem à França para a promoção de um livro porque recebeu várias ameaças de morte. Já enfrentou e venceu dois processos na Justiça contra produtores descontentes com suas avaliações. Para se proteger de futuros prejuízos em processos por causa de suas opiniões controvertidas, fez um seguro.